# Sam's Town
Sam's Town je druhé studiové album kapely z Las Vegas The Killers, které vyšlo v roce 2006. V USA se v prvním týdnu prodeje dostalo hned na druhé místo a prodalo se jej zde přes 315,000 kopií.
Skupinu inspirovali při nahrávaní alba například U2 nebo Bruce Springsteen. Album přijalo velmi smíšené recenze. Jedni nový směr kapely vychvalovali do nebes, druzí ho bez milosti kritizovali a označili za zklamání.
Album nese název Sams Town podle hotelu z Las Vegas odkud kapela pochází.

## Seznam písní
1. "Sam's Town" – 4:05
2. "Enterlude "– 0:50
3. "When You Were Young"– 3:39 Videoklip
4. "Bling (Confession of a King)" – 4:08
5. "For Reasons Unknown" – 3:32
6. "Read My Mind" – 4:03
7. "Uncle Jonny" – 4:25
8. "Bones" – 3:46 Videoklip
9. "My List" – 4:08
10. "The River Is Wild" – 4:38
11. "Why Do I Keep Counting?"– 4:23
12. "Exitlude" – 2:24

### Bonusy
1. "Where the White Boys Dance" – 3:28
2. "All the Pretty Faces" – 4:45
3. "Daddy's Eyes" – 4:13
4. "Where You Were Youn" (remix) – 6:23

## Zajímavosti
- Zpěvák The Killers Brandon Flowers prohlásil, že album bude jednou bráno jako nejlepší v hudební historii.
- V interview pro chicagské rádio řekl opět Brandon Flowers, že singl Read My Mind, je prozatím ta nejlepší píseň, kterou kdy natočili.

## Prodej
| Prodejnost | Počet      |
| ---------- | ---------- |
| Celkem     | 3,700,000+ |